# Hikaru Okuizumi
Hikaru Okuizumi (jap. 奥泉 光, Okuizumi Hikaru, bürgerlich Yasuhiro Okuizumi (奥泉 康弘); * 6. Februar 1956 in Mikawa in der Präfektur Yamagata) ist ein japanischer Schriftsteller.

## Leben
Okuizumi besuchte die Oberschule in der Präfektur Saitama und studierte Sozialwissenschaften an der ICU (国際基督教大学, Kokusai Kirisutokyō Daigaku) in Tōkyō. Er arbeitet seit 1999 an der Kinki-Universität in der Präfektur Osaka.

## Preise und Auszeichnungen
- 1993 Noma-Literaturpreis für Debütanten für Novalis no inyō
- 1993 110. Akutagawa-Preis für Ishi no Raireki (dt. Das Gedächtnis der Steine)
- 2009 Noma-Literaturpreis für Jingi gunkan Kashihara satsujin jiken
- 2014 Tanizaki-Jun’ichirō-Preis für Tōkyō jijoden (東京自叙伝)
- 2018 Mainichi-Kulturpreis für Yuki no kai (雪の階)

Daneben wurde er 2002 für Chōrui gakusha no fantajia und 2005 für Shin chitei ryokō für den Seiun-Preis nominiert.

## Werke
- 1991 Yoshi to yuri (葦と百合)
- 1992 Hebi o korosu yoru (蛇を殺す夜)
- 1993 Novalis no inyō (ノヴァーリスの引用, Novārisu no inyō)
- 1993 Sono kotoba o (その言葉を)
- 1994 Ishi no raireki (石の来歴)
  - dt. „Das Gedächtnis der Steine“, übersetzt von Ursula Graefe, Deutsche Verlags-Anstalt, München, 2002, ISBN 978-3421053244
- 1994 Banāru na genshō (バナールな現象)
- 1996 Wagahai wa neko de aru satsujin jiken (吾輩は猫である殺人事件)
- 1997 Platon gakuen (プラトン学園, Puraton gakuen)
- 1998 Grand Mystery (グランド・ミステリー, Gurando misuterī)
- 1998 Kyokō mamire (虚構まみれ)
- 2001 Chōrui gakusha no fantajia (鳥類学者のファンタジア)
- 2001 Bocchan ninja bakumatsu kembunroku (坊ちゃん忍者幕末見聞録)
- 2002 Rōmanteki na kōgun no kiroku (浪漫的な行軍の記録)
- 2004 Shin chitei ryokō (新・地底旅行)
- 2005 Mōdaru na jishō. Kawabata Kōichi jokyōju no sutairisshu na seikatsu (モーダルな事象―桑潟幸一助教授のスタイリッシュな生活)
- 2009 Jingi gunkan Kashihara satsujin jiken (神器－軍艦「橿原」殺人事件)
- 2010 Shūman no yubi (シューマンの指)